# ويليام تايلر
ويليام تايلر (بالإنجليزية: William Tyler)‏ هو قسيس أمريكي، ولد في 5 يونيو 1806 في ديربي في الولايات المتحدة، وتوفي في 18 يونيو 1849 في بروفيدنس في الولايات المتحدة.